# Ouï (album)
Pour les articles homonymes, voir Ouï et Oui.
Albums de Camille
Ilo Lympia
(2013)
OUÏ est le cinquième album de Camille, sorti le 2 juin 2017. 
L'album a reçu de très bonnes critiques de la part de la presse et s'est vendu à plus de 50 000 exemplaires. Il a été certifié disque d'or. Il est également sorti une version arrangée différemment sous le titre OUÏÏ.

## Présentation
L’album est notamment enregistré dans la salle capitulaire de la chartreuse Notre-Dame-du-Val-de-Bénédiction à Villeneuve-lès-Avignon et dans une petite chapelle en Tarn-et-Garonne et est accordé non pas en la 440 mais en la 432 Hz. Le titre du disque fait référence au mot « oui » et au verbe « ouïr ». 
Avant de commencer à écrire OUÏ après les attentats de novembre 2015, Camille travaillait sur un autre album qu’elle a mis de côté. 

L’album ressort le 24 novembre dans une édition intitulée OUÏÏ (stylisé « OUÏ » avec des trémas en surnombre sur le Ï, rappelant un pissenlit) avec une version acoustique accompagnée au tambour de toutes les chansons et un titre supplémentaire, 2012, qui n’était jusqu’ici interprété qu’aux concerts. Cette version de l’album a été enregistré à la Biennale de Venise le 9 octobre 2017 au studio Venezia de Xavier Veilhan. 

## Titres
| 1.  | Sous le sable | Camille Dalmais                                                 | Camille Dalmais                             | 3:47 |
| 2.  | Lasso | Camille Dalmais                                                 | Matthew Ker, Camille Dalmais, Clément Ducol | 2:34 |
| 3.  | Fontaine de lait (sorti en single avant l’album)                                                                                | Camille Dalmais                                                 | Yannick Boudruche, Camille Dalmais          | 2:58 |
| 4.  | Seeds (sorti en single avant l’album)                                                                                           | Camille Dalmais                                                 | Camille Dalmais                             | 2:50 |
| 5.  | Les Loups (bourrée à deux temps)                                                                                                | « Traditionnel » (en réalité Yvon Guilcher : Je mène les loups) | « Traditionnel » (en réalité Yvon Guilcher) | 2:12 |
| 6.  | Je ne mâche pas mes mots | Camille Dalmais                                                 | Camille Dalmais                             | 2:37 |
| 7.  | Twix (Twix s’inscrit sur un rythme de congo, danse traditionnelle de Gascogne.)                                                 | Camille Dalmais                                                 | Traditionnel                                | 2:32 |
| 8.  | Nuit debout | Camille Dalmais                                                 | Camille Dalmais                             | 3:44 |
| 9.  | Piscine (Piscine avait alors uniquement été interprété en concert, par exemple sur FIP en 2008 et lors de la tournée Ilo Veyou) | Camille Dalmais                                                 | Pascal Comelade, Camille Dalmais            | 2:28 |
| 10. | Fille à papa | Camille Dalmais                                                 | Matthew Ker, Indi Kaur                      | 3:28 |
| 11. | Langue | Camille Dalmais                                                 | Camille Dalmais                             | 2:51 |

| 1.  | 2012 (tambour/voix)                     | 03:30 |
| 2.  | Sous le sable (tambour/voix)            | 03:24 |
| 3.  | Fontaine de lait (tambour/voix)         | 03:25 |
| 4.  | Lasso (tambour/voix)                    | 02:41 |
| 5.  | Seeds (tambour/voix)                    | 03:03 |
| 6.  | Les Loups (tambour/voix)                | 02:24 |
| 7.  | Je ne mâche pas mes mots (tambour/voix) | 03:11 |
| 8.  | Twix (tambour/voix)                     | 04:01 |
| 9.  | Nuit debout (tambour/voix)              | 04:00 |
| 10. | Fille à Papa (tambour/voix)             | 03:13 |
| 11. | Piscine (tambour/voix)                  | 02:43 |
| 12. | Langue (tambour/voix)                   | 02:54 |

## Polémique sur la chansonLes Loups
En mars 2018, Camille est accusée par l'artiste Yvon Guilcher d'avoir repris abusivement Je mène les loups, un pastiche de chanson traditionnelle qu'il avait composé en 1997. En effet le morceau figure sous le titre Les Loups sur l'album. Camille présente cette chanson comme « traditionnelle », ne mentionnant aucune provenance. Le titre est même parfois surnommé « la bourrée à la Camille »,. 
Yvon Guilcher ne réclame pas de compensation financière : « Je ne dépose pas mes chansons, j'aime qu'elles circulent je n’ai jamais gagné un centime dessus ». Toutefois, il demande que la chanson lui soit correctement attribuée. Il réclame également « qu'on rectifie la fausse note dans le refrain » et que « cette bourrée soit dansée correctement, dans la joie et le respect des cultures populaires ». Il voit d'ailleurs « un mépris de la bourgeoisie pour ce qui est de la culture populaire » dans le traitement de cette danse que Camille, sur scène, « tourne en objet de dérision ».
Par l'intermédiaire de son éditeur Michel Duval, Camille répond avoir agi de bonne foi : elle avait entendu la chanson dans des bals où on la lui présentait comme traditionnelle, puis une vérification a été faite auprès de la Sacem où aucun dépôt n'a été trouvé. Duval indique en outre que Camille ne se déclare pas auteure du titre Les Loups et que seuls les arrangements ont été déposés auprès de la Sacem, conformément aux usages habituels en cas de reprise d'une chanson traditionnelle.

## Classement hebdomadaire
| Classement (2017)            | Meilleure position |
| ---------------------------- | ------------------ |
| Belgique (Wallonie Ultratop) | 3                  |
| Belgique (Flandre Ultratop)  | 186                |
| France (SNEP)                | 2                  |
| France (SNEP Ventes)         | 1                  |
| Suisse (Schweizer Hitparade) | 20                 |